# 溪洲子寮
溪洲子寮，原寫為溪洲仔藔，是臺灣臺南市學甲區的一個傳統地域名稱，位於該區東北部凸出部分。相較於今日行政區，其範圍大致為三慶里東北半部。

## 歷史
臺灣日治初期，溪洲子寮地區為一（舊制）街庄，稱為「溪洲仔藔庄」，隸屬於學甲堡。昔日該庄西北及北隔八掌溪與芋仔藔庄、過路仔庄為界，東與孫厝藔庄為鄰，東南、南及西南隔急水溪分流（已消失）與田藔庄、飯店庄、學甲庄為界，西邊一小段隔亦隔分流與渡仔頭庄為界。
1901年（日治明治三十四年）11月，全臺廢縣廳改設二十廳，該庄隸屬於鹽水港廳。1903年（明治三十六年）6月，該庄編入「溪洲仔藔區」，隸屬於鹽水港廳。1909年（明治四十二年）10月，合併二十廳為十二廳，該庄改編入「北門嶼區」，並改隸屬於臺南廳。1920年（大正九年），全臺地方制度大改正，廢十二廳改設五州二廳，該庄改制並雅化為「溪洲子寮」大字，隸屬於臺南州北門郡學甲庄（新制街庄）。
戰後學甲庄改制為學甲鄉，隸屬於臺南縣，大字亦改制為村。1950年10月，雲、嘉、南分治，學甲鄉仍隸屬於臺南縣。1968年2月2日學甲鄉升格為學甲鎮，村亦改制為里。2010年12月25日，臺南縣市合併，學甲鎮改制為學甲區，隸屬於新成立的直轄市臺南市。

## 聚落
本地區發展較早的聚落有紅蝦港、倒方藔（今新芳）、貮港仔（已消失）、下溪洲仔、學甲、東藔、大灣等，在日治期初期的官方地圖上已有記載。此外，本地區尚有德安寮、頂山寮、新二港仔等聚落。

## 交通
區道南2線是雙春至田寮的道路。
區道南6線是筏仔頭至歡雅的道路。
區道南13線是頂洲至宅港的道路。
區道南14線是頂洲至新芳的道路。

## 學校
- 頂洲國小